# Vàng(III) oxide
Vàng(III) Oxide là một trong những Oxide ổn định nhất của vàng với công thức hóa học Au2O3.

## Tính chất

### Vật lý
Nó có màu đỏ nâu và có thể phân hủy ở 160 ℃:
2Au2O3 → 4Au + 3O2↑

### Hóa học
Dạng ngậm nước của nó có tính axit yếu và hoà tan trong kiềm đậm đặc tạo thành muối.

## Điều chế
Vàng(III) Oxide khan có thể được điều chế bằng cách nung nóng vàng(III) Oxide ngậm nước với axit perchloric và perchlorat kim loại kiềm trong một ống thạch anh kín ở nhiệt độ 250 ℃ và áp suất 30 MPa.